# Chick lit
Chick lit – odmiana literatury popularnej przeznaczonej dla kobiet i tworzona przeważnie przez kobiety. Jej nazwa pochodzi od angielskiego słowa chick, czyli „laseczka” i skrótu lit oznaczającego „literaturę”. Odmiana ta narodziła się w drugiej połowie lat 90. XX wieku w Wielkiej Brytanii, a następnie przeniknęła do USA.
Powieści tego typu opowiadają najczęściej o kobietach w wieku ok. 30 lat i ich poszukiwaniach idealnego partnera oraz zmaganiach z problemami rodzinnymi czy zawodowymi. Zazwyczaj główne bohaterki czują się niepełnowartościowe; w powieściach zawarty jest w takim wypadku wątek podejmowanych przez główną bohaterkę prób samodoskonalenia (np. poprzez poprawę swojego wyglądu za pomocą diet czy ćwiczeń fizycznych i rozwoju osobowości dzięki poradnikom psychologicznym), stopniowego zyskiwania przez nią samoakceptacji oraz zdobycia upragnionego partnera, który docenia bohaterkę taką, jaką ona jest. Do bohaterów powieści chick lit należy też grupa przyjaciół protagonistki, wspierających ją w jej zmaganiach; zazwyczaj bohaterka przyjaźni się z kobietami (zazwyczaj heteroseksualnymi, rzadko pojawia się motyw przyjaciółki-lesbijki), często do grona jej przyjaciół należy homoseksualny mężczyzna.
Powieści pisane są zazwyczaj w narracji pierwszoosobowej (czasami mogą się składać lub zawierać maile, listy, pamiętniki itp.), co pozwala czytelniczkom identyfikować się z bohaterką, poznawać jej opinie i uczucia. Całość pisana jest w lekkim, pogodnym, humorystycznym tonie.
Okładki książek chick lit są często stypizowane – pastelowe tło, na którym widać uproszczony rysunek kobiety lub kobiecych akcesoriów (torebka, przyrządy do makijażu, buty damskie itp.).
Do najważniejszych utworów gatunku należy Dziennik Bridget Jones Helen Fielding z 1996 roku. Inne to m.in. Diabeł ubiera się u Prady i Portier nosi garnitur od Gabbany Lauren Weisberger, Księżniczki z Park Avenue Plum Sykes oraz Lucy Sullivan wychodzi za mąż Marian Keyes. Do polskich przedstawicielek tego gatunku należy Katarzyna Michalak.